# Metabolismul fierului în organismul uman
Fierul este, ca element chimic din natură, indispensabil proceselor biologice umane. Sub formă de microparticule, urme de element, el intră în combinații chimice bivalente, Fe2+ și trivalente, Fe3+. Devine parte componentă a enzimelor, hemoglobinei și mioglobinei. 

## Circuitul și rolul fierului
Metabolismul uman al fierului în organism, constă din 2 faze: distribuire și eliminare (excreție). Fiindcă doar 5 ÷ 10 % din fierul ce ajunge prin hrană în intestine, poate fi resorbit, la un necesar zilnic de peste 2 mg.
Ast

## Pierderi de fier
Pierderile normale zilnice, exceptând - la femei - menstruația, sunt în general reduse. Ele se produc prin descuamarea pielii, și prin transpirație, urină, scaun. O pierdere de fier de 1 mg pe zi, pentru un bărbat adult, este considerată ca fiind normală și poate fi compensată prin conținutul în fier al alimentației. Prin hemoragii, pierderile produse pot deveni totuși considerabile, fiindcă conținutul de fier a 2 ml de sânge este de 1 mg. La o menstruație se pierde o cantitate de sânge de 30 - 60 ml în mod normal, adică o pierdere de aprox. 15-30 mg de fier, dar la hipermenoree (menstruație abundentă) se poate ajunge și la 800 ml pierdere de sânge, și deci lipsa de fier devine mai mare.

## Compensarea pierderilor și necesarului de fier
Spre deosebire de alte metale, cum sunt calciul sau natriul, necesarul de fier și pierderile zilnice nu pot fi în mod voluntar controlate (reglate), și astfel, compensarea acestora prin procesul de resorbție a fierului din hrană, rămâne ca singura soluție posibilă. 